# Conde de Castelo Melhor
Conde de Castelo Melhor, título criado pelo Rei Filipe II de Portugal, por carta de 21 de Março de 1611, a favor de Rui Mendes de Vasconcelos, senhor das vilas de Almendra, Valhelhas e Mouta Santa, alcaide-mor do castelo de Penamacor e do castelo de Pombal e comendador de Pombal.
Em 10 de Outubro de 1766, D. José I, criou o título de Marquês de Castelo Melhor a favor de D. José de Vasconcelos e Sousa Caminha Câmara Faro e Veiga, 4.º Conde de Castelo Melhor. A partir daí, o título de conde de Castelo Melhor tem sido atribuído a alguns dos herdeiros presuntivos do Marquesado.

## Condes de Castelo Melhor
1. Rui Mendes de Vasconcelos
2. João Rodrigues de Vasconcelos e Sousa (1593–1650), em 1649 nomeado Governador Geral do Brasil
3. Luís de Vasconcelos e Sousa (1636–1720)
4. José de Vasconcelos e Sousa Caminha Faro e Veiga (1706–1769), depois 1.º Marquês de Castelo Melhor
5. Bernardo Manuel de Vasconcelos e Sousa, primogénito da 7.ª Marquesa de Castelo Melhor

Após a implementação da República e o fim do sistema nobiliárquico, tornou-se pretendente ao título o historiador português Bernardo de Vasconcelos e Sousa.